# Norbert Likulia Bolongo
 (mai 2021).
La mise en forme du texte ne suit pas les recommandations de Wikipédia : il faut le « wikifier ».
Les points d'amélioration suivants sont les cas les plus fréquents. Le détail des points à revoir est peut-être précisé sur la page de discussion.
- Les titres sont pré-formatés par le logiciel. Ils ne sont ni en capitales, ni en gras.
- Le texte ne doit pas être écrit en capitales (les noms de famille non plus), ni en gras, ni en italique, ni en « petit »…
- Le gras n'est utilisé que pour surligner le titre de l'article dans l'introduction, une seule fois.
- L'italique est rarement utilisé : mots en langue étrangère, titres d'œuvres, noms de bateaux, etc.
- Les citations ne sont pas en italique mais en corps de texte normal. Elles sont entourées par des guillemets français : « et ».
- Les listes à puces sont à éviter, des paragraphes rédigés étant largement préférés. Les tableaux sont à réserver à la présentation de données structurées (résultats, etc.).
- Les appels de note de bas de page (petits chiffres en exposant, introduits par l'outil «  Source ») sont à placer entre la fin de phrase et le point final[comme ça].
- Les liens internes (vers d'autres articles de Wikipédia) sont à choisir avec parcimonie. Créez des liens vers des articles approfondissant le sujet. Les termes génériques sans rapport avec le sujet sont à éviter, ainsi que les répétitions de liens vers un même terme.
- Les liens externes sont à placer uniquement dans une section « Liens externes », à la fin de l'article. Ces liens sont à choisir avec parcimonie suivant les règles définies. Si un lien sert de source à l'article, son insertion dans le texte est à faire par les notes de bas de page.
- La présentation des références doit suivre les conventions bibliographiques. Il est recommandé d'utiliser les modèles {{Ouvrage}}, {{Chapitre}}, {{Article}}, {{Lien web}} et/ou {{Bibliographie}}. Le mode d'édition visuel peut mettre en forme automatiquement les références.
- Insérer une infobox (cadre d'informations à droite) n'est pas obligatoire pour parachever la mise en page.

Pour une aide détaillée, merci de consulter Aide:Wikification.
Si vous pensez que ces points ont été résolus, vous pouvez retirer ce bandeau et améliorer la mise en forme d'un autre article.
 (juillet 2021).
Si vous disposez d'ouvrages ou d'articles de référence ou si vous connaissez des sites web de qualité traitant du thème abordé ici, merci de compléter l'article en donnant les références utiles à sa vérifiabilité et en les liant à la section « Notes et références ».
Likulia Bolongo Norbert, nom zaïrianisé en Likulia Bolongo Lingbangi, né le 8 juillet 1939 à Basoko, en Province orientale, est un homme politique de la république démocratique du Congo (RDC), docteur en droit, ancien général d'armée et ultime Premier ministre du maréchal Mobutu du 9 avril au 16 mai 1997

## Histoire
En 2006, il se présente comme candidat à l'élection présidentielle.

## Carrière
Likulia Bolongo Norbert, Général d'armées,occupe plusieurs positions militaires durant sa carrière notamment comme Procureur général militaire, en République du Zaïre, puis membre de la Commission militaire de l'Institut international du droit humanitaire à Sanremo, en Italie, membre d’honneur de la Cour suprême de justice militaire des États-Unis, membre de la Cour d'appel de Washington DC, procureur général militaire et secrétaire d'État à la Défense nationale et à la Sécurité du territoire en république du Zaïre. 
Il occupe aussi différents postes académiques notamment vice-président du Conseil d'administration des universités ; membre de la Commission permanente de la réforme du droit zaïrois ; membre du Conseil de direction de la Société internationale du droit pénal militaire et de droit de guerre ; professeur de droit à l'université de Kinshasa et à l'université de Lubumbashi, et à l'université d'Aix-Marseille.
Il occupe plusieurs postes dans différents gouvernements de la république démocratique du Congo notamment Premier ministre, Ministre de la Défense et Vice- Premier-Ministre, Ministre des Affaires foncières, Administrateur général de la Sûreté de l'État, ministre de la Défense, Ministre du Portefeuille d’État.

## Distinctions et titres honorifiques
- Commandeur de la Légion d'honneur (France)
- Commandeur de l'ordre national du Mérite
- Commandeur de l'ordre de Léopold II (Belgique)
- Commandeur de l'ordre de la Corée du Sud
- Grand cordon de l'ordre du Mérite de 1re classe (Égypte)
- Grand cordon de l'ordre de Deux Nils (Soudan)
- Grand cordon de l'ordre du Liberia
- Grand officier de l'ordre national du Léopard (Zaïre)
- Officier de l'ordre scientifique (Tchad)
- Médaille scientifique (Zaïre)
- Médaille scientifique de l'université d'Aix-Marseille (France)
- Croix de la Bravoure militaire (Zaïre)

## Vie privée
Likulia est marié à Marie-Godelive Nyota Ngongo, le 7 juillet 1961 à Kisangani. Ils ont 8 enfants.